# Anna Paula
Maria Zulmira Pereira Lemos Zeiger, cujo nome artístico foi Anna Paula (Braga, 26 de maio de 1929 - Lisboa, 31 de agosto de 2016), foi uma actriz, professora de teatro e dramaturga portuguesa.

## Biografia
Nasceu em Braga com o nome de Maria Zulmira e veio com sete anos para Lisboa viver com a família para o bairro na Penha de França, para a Vila Cândida.

Com uma actividade premiada tem no seu currículo profissional participações na televisão, no cinema, na rádio, em dobragens e no teatro. Neste último género trabalhou nas companhias: Teatro Nacional D. Maria II, (Companhia de Teatro Amélia Rey Colaço/ Robles Monteiro), Companhia Nacional de Teatro, Teatro Estúdio Lisboa, Teatro Experimental do Porto, Teatro d'Arte de Lisboa, Grupo 4, Teatro Hoje, Teatro de Todos os Tempos, Casa da Comédia, Comediantes Rafael de Oliveira, Produções Vasco Morgado, Novo Grupo, Acarte e Teatro Experimental de Cascais, onde integrou o elenco fixo desde 1981.
Deu voz a algumas personagens de filmes Disney. Em 1995 e 1998, deu voz à avó Willow nos filmes Pocahontas e Pocahontas II, respetivamente, em 1998 deu voz à avó Fa, no filme Mulan, em 2000, deu voz a Baylene no filme Dinossauro.
Também deu voz à Imperatriz Marie Feodorovna no filme da 20th Century Fox de 1997, Anastasia.
Foi professora de interpretação da Escola Superior de Teatro e Cinema. Também participou nas telenovelas: "Vila Faia", "Cinzas", "Na Paz dos Anjos", "Os Lobos", "Nunca Digas Adeus", "Baía das Mulheres" e "Ninguém como tu".
Viveu os últimos anos da sua vida na Casa do Artista em Lisboa.
Morreu a 31 de agosto de 2016, com 87 anos.
Anunciou, através do ator Luís Aleluia, o fim da sua carreira poucos dias antes de morrer, a 28 de agosto de 2016.  Foi cremada no Cemitério do Alto de São João, em Lisboa.

## Televisão
| Ano       | Projeto                          | Personagem                      | Canal | Notas                |
| --------- | -------------------------------- | ------------------------------- | ----- | -------------------- |
| 1959      | Casa de Pais                     |                                 | RTP   | Teatro Televisivo    |
| 1959      | A Longa Ceia de Natal            | Leonor                          | RTP   | Teatro Televisivo    |
| 1959      | Quanto Importa Ser Leal          | Gwendolen Fairfax               | RTP   | Teatro Televisivo    |
| 1960      | O Grilo da Lareira               |                                 | RTP   | Teatro Televisivo    |
| 1961      | O Ausente                        | Matilde                         | RTP   | Teatro Televisivo    |
| 1961      | O Herói e o Soldado              | Liuka                           | RTP   | Teatro Televisivo    |
| 1962      | Retrato de Senhora               | Mariana                         | RTP   | Teatro Televisivo    |
| 1962      | O Inesperado Visitante           |                                 | RTP   | Teatro Televisivo    |
| 1962      | Eva e Madalena                   |                                 | RTP   | Teatro Televisivo    |
| 1963      | Os Anjos Estão Connosco          |                                 | RTP   | Teatro Televisivo    |
| 1964      | Os Anjos Não Dormem              |                                 | RTP   | Teatro Televisivo    |
| 1965      | O Palhaço                        |                                 | RTP   | Teatro Televisivo    |
| 1966      | O Viajante Sem Bagagem           |                                 | RTP   | Teatro Televisivo    |
| 1966      | Madre Alegria                    |                                 | RTP   | Teatro Televisivo    |
| 1970      | Auto de Inês Pereira             |                                 | RTP   | Teatro Televisivo    |
| 1979      | Entre Marido e Mulher…           |                                 | RTP   | Série                |
| 1980      | Retalhos da Vida de um Médico    | Tia                             | RTP   | Série                |
| 1982      | Vila Faia                        | Alice Parreira                  | RTP   | Telenovela           |
| 1986      | Os Pratos da Balança             |                                 | RTP   |                      |
| 1988      | Uma Bomba Chamada Etelvina       | Etelvina                        | RTP   | Teatro Televisivo    |
| 1991      | Por Mares Nunca Dantes Navegados |                                 | RTP   | Série                |
| 1991      | O Mandarim                       |                                 | RTP   | pequena participação |
| 1992      | A Esfera de Ki                   | Renata                          | RTP   | Série                |
| 1992/1993 | Cinzas                           | Ti Ana Botica                   | RTP   | Telenovela           |
| 1993      | Comédia de Camas                 |                                 | RTP   | Teatro Televisivo    |
| 1994      | Na Paz dos Anjos                 | Henriqueta Mota                 | RTP   | pequena participaçâo |
| 1997      | Cuidado com o Fantasma           | Tia                             | SIC   | pequena participação |
| 1998      | Amparo de Mãe                    |                                 | RTP   | Teatro Televisivo    |
| 1999      | Os Lobos                         | Felícia                         | RTP   | pequena participação |
| 1999/2001 | Residencial Tejo                 | Matilde                         | SIC   | Série                |
| 2001/2002 | Nunca Digas Adeus                | Maria Teresa                    | TVI   | Telenovela           |
| 2004/2005 | Baía das Mulheres                | Maria Amélia da Silva Magalhães | TVI   | Telenovela           |
| 2005      | Ninguém como Tu                  | Berta                           | TVI   | pequena participação |
| 2006      | Floribella                       | Isilda Rebello de Andrade       | SIC   |                      |
| 2008      | Casos da Vida                    | Maria Amélia                    | TVI   |                      |

## Cinema
- Sol e Toiros (1949)
- O Costa d'África (1954)
- Armando, Médica (1984)

## Teatro
- 1952 - Ó Rosa Arredonda a Saia Teatro Avenida[3][4]
- 1984 - A Boa Pessoa de Setzuan Teatro Aberto
- 1996 - As Presidentes Teatro Aberto
- 2005 - Auto do Solstício de Inverno Teatro Experimental de Cascais[5]
- 2010 - Deserto, Deserto Teatro Experimental de Cascais[6]
- 2011 - O Comboio da Madrugada Teatro Experimental de Cascais[7]
- 2012 - Arsénico e Rendas Velhas Teatro Experimental de Cascais[8]
- 2012 - O Paraíso Teatro Experimental de Cascais[9]

## Premiações
Por seu trabalho foi condecorada pela Câmara Municipal de Cascais (1994); dentre os vários prêmios de reconhecimento dados pela mídia portuguesa, destaca-se o de "Melhor Actriz de Teatro Declamado", conferido em 1985 pela Associação dos Críticos e outro idêntico da revista Nova Gente.